# Wasil Lutnikau
Wasil Uładzimirawicz Lutnikau (biał. Васіль Уладзіміравіч Лютнікаў, ros. Василий Владимирович Лютиков, Wasilij Władimirowicz Lutnikow; ur. 22 lipca 1957 w Słucku) – białoruski lekarz i polityk, w latach 2008–2012 deputowany do Izby Reprezentantów Zgromadzenia Narodowego Republiki Białorusi IV kadencji.

## Życiorys
Urodził się 22 lipca 1957 roku w Słucku, w obwodzie mińskim Białoruskiej SRR, ZSRR. Ukończył Miński Państwowy Instytut Medyczny, uzyskując wykształcenie lekarza chirurga, lekarza traumatologa ortopedy i lekarza organizatora ochrony zdrowia. Pracował jako lekarz chirurg w Żodzińskim Szpitalu Miejskim, zastępca lekarza głównego ds. pracy poliklinicznej w Żodzińskim Miejskim Terytorialnym Zjednoczeniu Medycznym, lekarz główny w sanatorium profilaktycznym „Dudinka”, lekarz główny w Białoruskiej Fabryce Samochodowej. Był deputowanym do Żodzińskiej Miejskiej Rady Deputowanych.
27 października 2008 roku został deputowanym do Izby Reprezentantów Zgromadzenia Narodowego Republiki Białorusi IV kadencji z Żodzińskiego Okręgu Wyborczego Nr 66. Pełnił w niej funkcję członka Stałej Komisji ds. Ochrony Zdrowia, Kultury Fizycznej, Rodziny i Młodzieży. Od 13 listopada 2008 roku był członkiem Narodowej Grupy Republiki Białorusi w Unii Międzyparlamentarnej.

## Odznaczenia
- Gramota Pochwalna Mińskiego Obwodowego Komitetu Wykonawczego;
- Gramota Pochwalna Żodzińskiego Miejskiego Komitetu Wykonawczego;
- Gramota Pochwalna Żodzińskiej Miejskiej Rady Deputowanych[1].

## Życie prywatne
Wasil Lutnikau jest żonaty, ma dwie córki.